# Epilobium chitralense
Epilobium chitralense är en dunörtsväxtart som beskrevs av John Earle Raven. Epilobium chitralense ingår i släktet dunörter, och familjen dunörtsväxter. Inga underarter finns listade i Catalogue of Life.